# Diwang International Fortune Center
La Diwang International Fortune Center es un rascacielos ubicado en la ciudad china de Liuzhou. La construcción del edificio comenzó en 2010, siendo terminado en 2015. Con una altura de 303 metros es rascacielos más alto de la ciudad. El edificio tiene 75 pisos que albergan residencias, oficinas y un hotel.